# The Number Twelve Looks Like You
The Number Twelve Looks Like You was een mathcoreband uit Bergen County, New Jersey. Elektronische invloeden resulteren in een mix van extreme metal, gecombineerde elementen van deathmetal, grindcore, jazz en screamo. Het contrast tussen hun hoge kreten en grunts hebben ervoor gezorgd dat sommigen hun geluid als "extremo" omschrijven
Hun eerste album, Put On Your Rosy Red Glasses, werd uitgegeven via Brutal Records in maart 2003. Na veel getoerd te hebben tekenden ze in oktober 2004 bij Eyeball Records. Begin 2005 kwam hun eerste ep getiteld 'An Inch Of Gold For An Inch of Time' uit. Hierop stond een cover van 'My Sharona' van The Knack.
De naam, The Number Twelve Looks Like You, komt van de titel van een aflevering van de televisieserie The Twilight Zone. De band was bekend als "And Ever" voordat ze hun stijl veranderden.
In het begin van 2010 bevestigde de groep dat ze gesplit zijn. Ze speelden hun afscheidsshow op 29 januari 2010

## Bandleden
- Jesse Korman - Zang
- Alexis Pareja - Gitaar
- Michael Smagula - Basgitaar
- Jon Karel - Drums

## Oud-leden
- Christopher "Chree" Conger - Drums
- Justin Pedrick - Zang
- Jamie Mcilroy - Gitaar

## Discografie
- Put On Your Rosy Red Glasses (7 maart 2003)
- An Inch Of Gold For An Inch Of Time (25 januari 2005)
- Nuclear. Sad. Nuclear (7 juni 2005)
- Put On Your Rosy Red Glasses (Re-Issue) (februari 2006)
- Mongrel (2007)
- Here At The End Of All Things/live cd dvd (2008)
- Worse Than Alone (2009)